# Ödeborg
För andra betydelser, se Ödeborg (olika betydelser).
Ödeborg är en tätort i Färgelanda kommun i Dalsland och kyrkbyn i Ödeborgs socken.

## Historia
På berget (kullen) i samhället ligger ett gravfält från järnåldern. Vid Brötegården finns hällristningar med skepp, skålgropar och minst en människofigur.
De på 1950- och 60-talet dominerande företagen var Ödeborgs Bruks Aktiebolag (spikfabriken och tillhörande sågverk), Tegelbruket och WUCO (karosseriverkstad)(WUlf COmpani). Spikbruket grundades år 1898 vid Bratteforsfallet i Valboån. Järntråden som var utgångsmaterialet i spiktillverkningen transporterades hit på den smalspåriga Uddevalla-Lelångens Järnväg (ULB), "Lelångenbanan", (öppnades 1895, till SJ 1949). Spikbruket köptes upp av Gunnebo som även fortsatte produktionen av plastade stängsel fram till år 2005. Tegelbruket lades ned vid 1960-talets början, då även karosseriverkstaden Wulf & Co avvecklades. Mycket av det gamla kring Ödeborgs Bruk är kvar i form av byggnader, disponentvilla och arbetarbostäder. 
På 1950-talet hade samhället två livsmedelsbutiker, slakteributik, bageri samt en kolonialvarubutik. Vandrarhemmet låg vid backen ner mot järnvägsstationen. Den smalspåriga järnvägen gick ned till Uddevalla hamnstation. 
Stationshuset i Ödeborg uppfördes 1898 som ett- och etthalvvånings stationshus i trä. Stationsnamnet var tidigare "Ödesborg". Huset finns kvar (2013)
Skolor i samhället var Bruksskolan (1919), Kyrkskolan, Stommen och Lundebyskolan.

### Befolkningsutveckling
| Befolkningsutvecklingen i Ödeborg 1960–2020 | Befolkningsutvecklingen i Ödeborg 1960–2020 | Befolkningsutvecklingen i Ödeborg 1960–2020 | Befolkningsutvecklingen i Ödeborg 1960–2020 | Befolkningsutvecklingen i Ödeborg 1960–2020 |
| ------------------------------------------- | ------------------------------------------- | ------------------------------------------- | ------------------------------------------- | ------------------------------------------- |
|                                             |                                             |                                             |                                             |                                             |
| År                                          |                                             |                                             | Folkmängd                                   | Areal (ha)                                  |
| 1960                                        | 1960                                        |                                             | 475                                         |                                             |
| 1965                                        | 1965                                        |                                             | 520                                         |                                             |
| 1970                                        | 1970                                        |                                             | 482                                         |                                             |
| 1975                                        | 1975                                        |                                             | 568                                         |                                             |
| 1980                                        | 1980                                        |                                             | 625                                         |                                             |
| 1990                                        | 1990                                        |                                             | 678                                         | 72                                          |
| 1995                                        | 1995                                        |                                             | 638                                         | 73                                          |
| 2000                                        | 2000                                        |                                             | 659                                         | 73                                          |
| 2005                                        | 2005                                        |                                             | 615                                         | 73                                          |
| 2010                                        | 2010                                        |                                             | 598                                         | 74                                          |
| 2015                                        | 2015                                        |                                             | 589                                         | 87                                          |
| 2020                                        | 2020                                        |                                             | 579                                         | 87                                          |
|                                             |                                             |                                             |                                             |                                             |

## Byggnader
Fornsalen i Ödeborg har samlingar med cirka 6000 gamla föremål från den förindustriella tiden, bland annat den bila som användes vid den sista avrättningen i Valbo härad 1830. Fornsalen, som tillhör Södra Valbo Hembygdsförening, byggdes i tidstypisk nationalromantisk fornnordisk stil 1913, efter att bygdens folk donerat pengar. Skeppskanonerna utanför har köpts in som skrot och sedan donerats av bruket. Salen består av ett stort hallutrymme som delas av i åtta utställningsavdelningar med hjälp av skärmväggar.
På berget fanns tidigare en parkliknande anläggning med utsiktstorn i tegel, minnessten över Victor Andersson (grundare av Ödeborgs Spikbruk) och en borgliknande liten byggnad av tegel, som stod där vattentornet nu står.
Ödeborgs kyrka, en liten vit stenkyrka, är från 1200-talet.